# Abadía de San Lomer (Blois)
La antigua abadía benedictina de San Lomer, también conocida como el antiguo Hôtel-Dieu de Blois, se encuentra a orilla derecha del río Loira, en la ciudad de Blois, en el centro de Francia.

## Historia

### Antecedentes
En el año 873, los monjes benedictinos de Corbión llegaron a Blois huyendo de los ataques normandos que devastaban el condado de Perche,y se unieron a los monjes de la misma orden, que ya estaban establecidos en la capilla de San Carilefo del castillo medieval desde el año 866,con la bendición de los condes de Blois y los reyes de los Francos.Sin embargo, en 924, el vizconde Teobaldo solicitó el traslado de los monjes fuera del castillo, y así el rey Raúl les concedió la iglesia de San Leobino, que se encontraba más abajo del castillo, junto con los derechos feudales sobre el cercano barrio del Foix.Parece que se construyó un primer monasterio en esta época, lo que les permitió privatizar todo el terreno entre la iglesia y el río Loira.
Sin embargo, la iglesia de San Leobino fue destruida en 1114 después de un incendio, lo que llevó a la construcción de un recinto religioso más imponente: la abadía de San Lomer.

### El período de prosperidad de los benedictinos

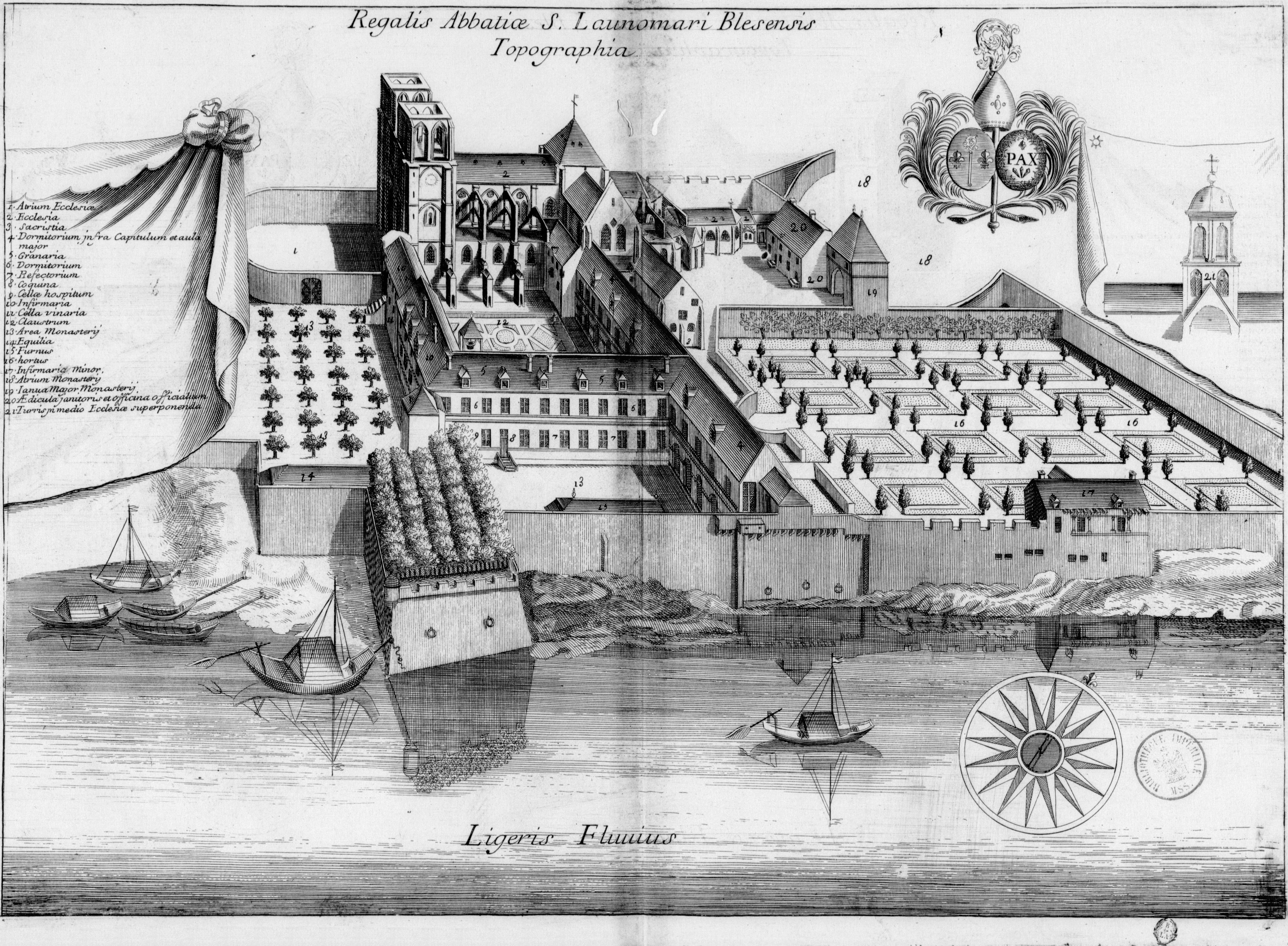
La abadía en el siglo, grabado en el Monasticon Gallicanum.

Exentos de todos los impuestos reales, los monjes fueron los únicos autorizados para administrar la fiscalidad en el barrio, lo que les permitió reunir los fondos necesarios para construir un gran monasterio a partir del siglo XII. Las obras comenzaron el día 25 de abril de 1138, o sea 24 años después del incendio de la iglesia de San Leobino, antes de que las reliquias de los santos Lomer y Leobino fueran depositadas allí el 25 de mayo de 1186.
En el siglo XIV, la abadía fue fortificada para escapar de los estragos de la Guerra de los Cien Años, absorbiendo así la parroquia de la iglesia de San Pedro del Foix, disuelta alrededor de 1362.La abadía finalmente salió poco dañada, pero quedó en ruinas en el siglo XVI debido a las Guerras de religión, especialmente tras el saqueo de Blois por parte de los hugonotes en 1568. La restauración del edificio se debe a los benedictinos reformados, cuyas obras continuaron hasta principios del siglo XVII.

### Desde 1789
Durante la Revolución, la abadía fue disuelta y sus edificios en Blois fueron transformados en un hospital (llamado hôtel-Dieu en francés), lo que en parte salvó a la estructura de las destrucciones revolucionarias. Solo la iglesia de la antigua abadía conservó funciones religiosas, adoptando el nombre de San Nicolás en recuerdo de la antigua iglesia de San Nicolás del Foix, desmantelada en ese mismo período.
También se confiscaron las dependencias de la abadía.
Entre 1845 y 1847, se añadieron nuevos edificios al complejo, diseñados por los arquitectos Pinault y luego Jules de La Morandière.
La antigua abadía está protegida por múltiples medidas en calidad de monumento histórico: inscripción en 1939 para el Hôtel-Dieu, clasificación en 1967 para las fachadas y techos de varios edificios, suelo del patio y la verja, e inscripción en 1992 para el pabellón del cuerpo de guardia y la verja del jardín.
Desafectado en el siglo XX, el Hôtel-Dieu fue convertido en oficinas para servicios departementales.

## Lista de abades
Entre la llegada de los monjes de San Lomer en 873 y la consagración oficial de la abadía en Blois en 1186, los representantes de estos monjes adoptaban el título de abad aunque el acceso a la abadía de Corbión les fuera imposible. Fueron como sigue:
- Simón, quien asistió a la transferencia de las reliquias del santo a Blois en 873 (primer abad),
- Ricardo, firmante de la compra del molino de Véteuil en 1030,
- Bernardo, firmante de la carta fundacional del priorato de Saint-Jean-en-Grève en 1087,
- Godofredo I,
- Mauricio,
- Reinaldo,
- Godofredo II,
- Arnaldo de Blois, posible sobrino de Pedro de Blois,
- Balduino, formado en la capilla de San Carilefo,
- Hugo, quien asistió en 1186 a la transferencia de las reliquias de San Lomer y San Leobino hacia la nueva abadía de Blois,
- Guérin I,
- Reinaldo II,
- Lorenzo,
- Milo,
- Juan,
- Guérin II,
- Guillermo I (1280–c. 1302),
- David (1302–1313),
- Pedro (1313–1335),
- Roberto (1335–1348),
- Guillermo II (1348–1349),
- Felipe Chotard (1349–1367),
- Guillermo III (1367–1399),
- Juan Voisin (1399–1419),
- Felipe de Prunelé (1419–1445),
- Guillermo de Pressainville (1445–1447),
- Juan Prunelé (1447–1467), sobrino de Felipe,
- Luis de Pot (1467–1505),
- Adrián de Framezelles (1505–1510),
- Felipe Hurault (1510–1512), hijo de Raúl I de Cheverny,
- Jacques Hurault de Cheverny (1512–1546) primo del anterior y primer abad comendador,
- Hipólito de Este (1546–1550) nombrado por el rey Francisco I después de la muerte del anterior,[6]
- François de Tournon (1550–1561), designado en 1550 por el anterior después de su renuncia,[6]
- Carlota de Beaune, quien lo adquirió al comienzo de las guerras de religión pero, como mujer, hizo firmar en su nombre a tres personas con el título de abad (reservado en esa época a hombres):[6]
  - Laurent de Fises (1567–1572 y 1575–1593),
  - Luis de Este (1572–1575), abad comendador en su nombre,
  - René Ragouneau (1593–1599),
  - Nicolas Petit (1599–1600),
- Guillaume Fouquet de la Varenne (1607–1616) quien compró la abadía a Carlota de Beaune por 1,000 escudos,
- Charles Miron (1616–1619), quien intercambió el obispado de Angers con el anterior,
- François d'Escoubleau de Sourdis (1619–1629),
- Louis François d'Escoubleau de Sourdis (1629–1654) primo del anterior,
- Blaise Le Ferron (1654–1658),
- Charles François de La Vieuville (1660–1676), antes de ser nombrado obispo de Rennes en 1669,
- Jacques-François Minot de Mérille (1676–1697), nombrado por el rey tras el fallecimiento del anterior abad.

Con la creación de la diócesis de Blois y la elevación de la catedral de San Luis, el cargo de abad fue suprimido;un siglo antes de la disolución definitiva de la abadía.